# Königsbach-Stein
Königsbach-Stein – gmina w Niemczech, w kraju związkowym Badenia-Wirtembergia, w rejencji Karlsruhe, w regionie Nordschwarzwald, w powiecie Enz, siedziba związku gmin Kämpfelbachtal. Leży ok. 10 km na północ od Pforzheim, przy linii kolejowej InterCity (Karlsruhe–Stuttgart).

## Osoby urodzone w Königsbach-Stein
- Johannes Heynlin, teolog
- Johannes Schoch, budowniczy